# Girolamo Bellarmato
Girolamo Bellarmato o Girolamo Bellarmati (Siena, 24 de agosto de 1493 - Chalon-sur-Saône, 28 de abril de 1555) fue un arquitecto, ingeniero y cartógrafo italiano.
Estudió en Urbino y enseñó matemática en diversas ciudades italianas. En 1536, en Roma publicó la primera edición de un excepcional mapa de la región de Toscana, la Cartographia Tusciae.
Su actividad se desarrolló particularmente en Francia y en el Piamonte. En Francia proyectó la ciudadela de Châlon-sur-Saône en Borgoña y, en 1547, diseñó el primer plan urbanístico de El Havre (en Normandía).
- Datos: Q3107676